# Paul Éluard

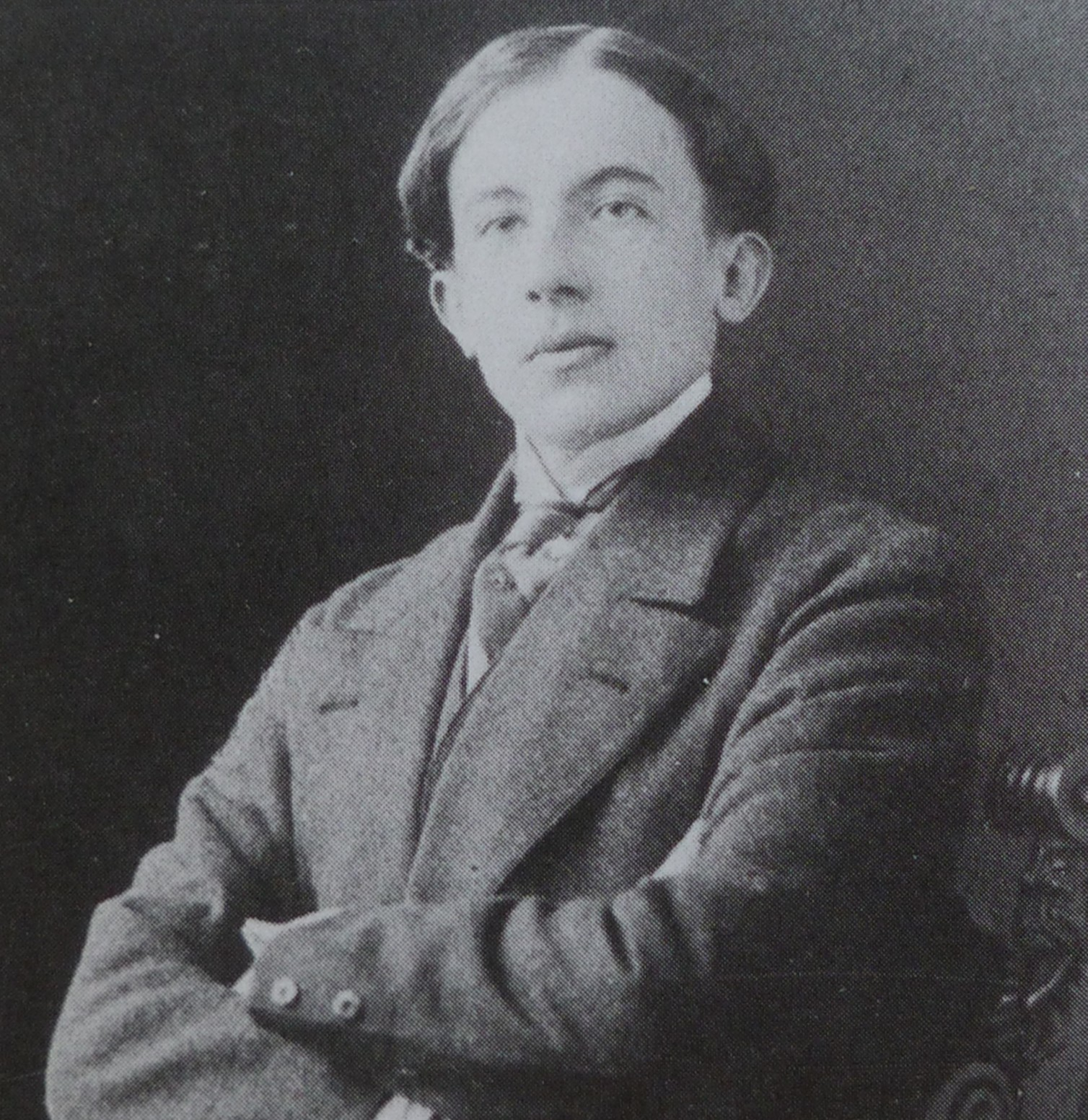
Paul Éluard als vijftienjarige

Paul Éluard, pseudoniem van Eugène Émile Paul Grindel, (Saint-Denis, 14 december 1895 – Parijs, 18 november 1952) was een Frans dichter. Éluard is een van de bekendste Franse surrealisten. Zijn bekendste bundel is Capitale de la Douleur uit 1926.

## Biografie
Zijn ouders waren Eugène Clément Grindel en Jeanne-Marie Cousin. Grindel was accountant, maar startte een makelaarskantoor. Zijn moeder was naaister. Rond 1908 verhuisde het gezin naar Parijs, Rue Louis Blanc. Op 18-jarige leeftijd bracht hij zijn eerste dichtbundel uit.
Éluard was lid van de Franse communistische partij. Hij nam deel aan de Spaanse Burgeroorlog. Tijdens de Tweede Wereldoorlog sloot hij zich aan bij het verzet. Na de oorlog was hij betrokken bij het verzet van de Griekse partizanen.
Éluard stierf op 56-jarige leeftijd aan een hartaanval. De urn met zijn as bevindt zich op het Cimetière du Père-Lachaise te Parijs.

## Privé
In 1913 leerde hij op 16-jarige leeftijd Elena Dmitrievna Djakonova kennen in een sanatorium in Clavadel, Zwitserland. Beiden verbleven in het sanatorium omdat zij leden aan tuberculose. Hij noemde zijn Elena 'Gala', een koosnaam die ze de rest van haar leven zou behouden. Ze trouwden op 20 februari 1918. Op 10 mei 1918  kregen zij een dochter, Cécile. Éluard en Gala waren zeer goed bevriend met Max Ernst, een Duitse surrealistische schilder, en in 1922 hadden zij enige tijd een driehoeksverhouding. Gala verliet het gezin in 1929 om te trouwen met Salvador Dalí, waarna zij door het leven ging als Gala Dalí. Na haar vertrek had Éluard enige tijd een verhouding met Valentine Hugo.

## Citaat
"De donkerste ogen omsluiten de lichtste."

## Selectieve bibliografie
- Premiers poèmes (1913)
- Le Devoir (1916)
- Le Devoir et l'Inquiétude (1917)
- Les animaux et leurs hommes, les hommes et leurs animaux (1920)
- Les nécessités de la vie et les conséquences des rêves (1921)
- Une vague de rêve (1924)
- Mourir de ne pas mourir (1924)
- Au défaut du silence (1925)
- Capitale de la Douleur (1926 - NRF Gallimard)
- Les Dessous d'une vie ou la Pyramide humaine (1926 - Cahiers du Sud)
- Défense de savoir (1928 - Éd. surréalistes)
- L'Amour la Poésie (1929 - Gallimard)
- Ralentir travaux (1930 - Éd. surréalistes - en collaboration avec André Breton et René Char)
- A toute épreuve (1930 - Éd. surréalistes)
- La Vie immédiate (1932 - Éd. des Cahiers libres)
- La rosé publique (1934)
- Facile (1935)
- Yeux fertiles (1936)
- Poésie et vérité (1942)
- Poésie inninterrompue (1946)

De Œuvres complètes (twee delen) van Paul Éluard zijn samengebracht en uitgegeven in 1968 in de Bibliothèque de la Pléiade, Gallimard (uitgegeven door Marcelle Dumas et Lucien Scheler). Bij die gelegenheid werd ook een Album Eluard uitgebracht (een fotoboek met commentaar van Roger-Jean Ségalat, 467 illustraties).
- Paul Éluard